# Neumanns roodvleugelspreeuw
De Neumanns roodvleugelspreeuw (Onychognathus neumanni) is een vogelsoort uit de familie Sturnidae.

## Verspreiding en leefgebied
Deze soort komt voor in de Sahel en telt twee ondersoorten:
- O. n. modicus: van oostelijk Senegal en zuidelijk Mauritanië tot westelijk Mali en noordelijk Ivoorkust.
- O. n. neumanni: van oostelijk Mali tot westelijk Soedan en de westelijke Centraal-Afrikaanse Republiek.

1. ↑  (en) Neumanns roodvleugelspreeuw op de IUCN Red List of Threatened Species.